# Montréal (Aude)
Montréal é uma comuna francesa na região administrativa de Occitânia, no departamento de Aude. Estende-se por uma área de 55,21 km². Em 2010 a comuna tinha 2 068 habitantes (densidade: 37,5 hab./km²).